# Brownie
Un brownie es un bizcocho de chocolate pequeño, típico de la gastronomía de Estados Unidos. Su nombre proviene de un personaje de la mitología de Escocia, el brownie, que es un espíritu que hace quehaceres del hogar. A veces se cubre con jarabe espeso de chocolate y puede llevar dentro trocitos de nueces, chocolate butterscotch (una especie de toffee crujiente) o mantequilla de maní. Se cree que la primera mención a un brownie es en 1896, aunque esta receta no contenía chocolate, sino una melaza. Se creó cuando un importante repostero estadounidense se olvidó de echar levadura a su pastel de chocolate. Así nació este compacto bizcocho. 

## Presentación y variaciones

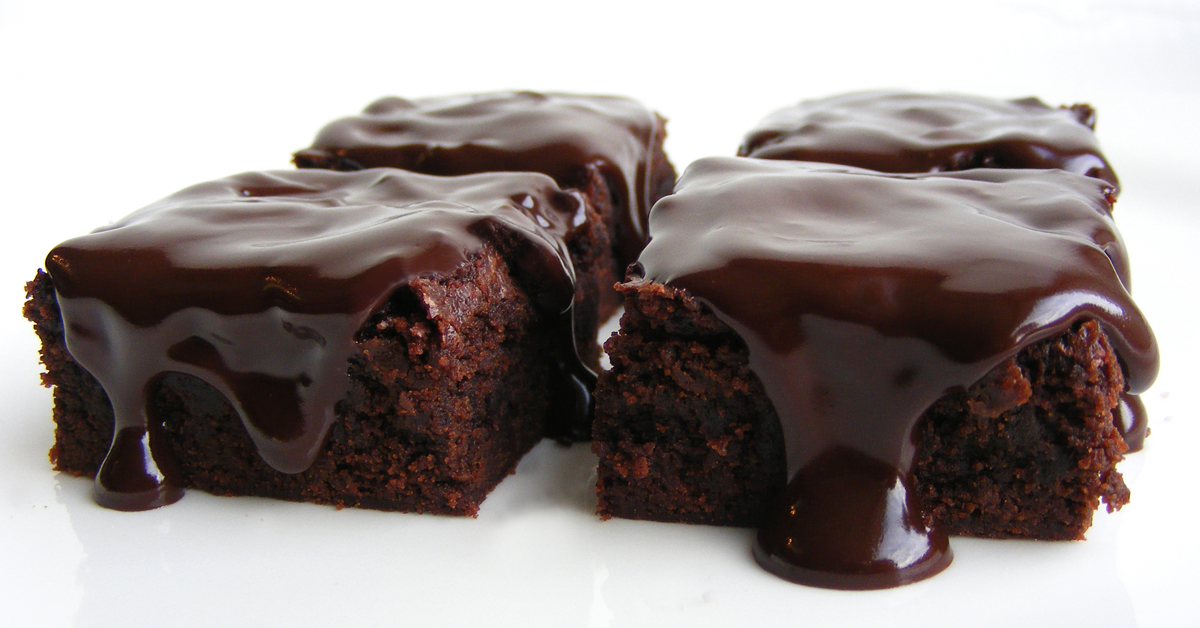
Brownies con glaseado de chocolate.

Los brownies suelen servirse calientes con helado, a veces con crema de leche (o crème double), especialmente como postre. Hay muchas recetas y variantes de este postre, incluida, entre otras, la vegana.
En  Argentina aunque los brownies según la receta original estadounidense son muy consumidos en las principales ciudades; también se preparan típicos brownies argentinos cuya masa está basada en la dulzona y marrón harina de algarrobo.[cita requerida]

### Variaciones
- Blondie: Es una variación del brownie hecha con vainilla]] en lugar de chocolate en la masa. También es llamado brownie rubio.
- Rawnie: Es una variación del brownie cuya masa está hecha a base de chocolate oscuro, mantequilla y nueces, dátiles u otros frutos secos, sin harina ni huevos, y que se sirve crudo y frío en cuadrados. También se le llama brownie raw (brownie crudo).
- Brownie azteca o mexicano: Es una variación del brownie, en el que se utiliza chocolate mexicano (con canela) y la mantequilla que se mezcla con éste, es previamente infundida con ají. Además, se añade a la mezcla ají o jalapeño picado finamente y se suele acompañar con frutos rojos y crema batida con canela.
- Negro en camisa: Típico de Venezuela, consiste en un brownie napado con una crema blanca o de color marfil muy claro, lo que le valió el característico nombre.